# Carex peucophila
Carex peucophila är en halvgräsart som beskrevs av Herman Theodor Holm. Carex peucophila ingår i släktet starrar, och familjen halvgräs. Inga underarter finns listade i Catalogue of Life.